# Eliane Christen
Eliane Christen (* 19. Januar 1999) ist eine Schweizer Skirennfahrerin. Sie gehört aktuell dem C-Kader des Schweizer Skiverbandes an und ist weitgehend auf die technische Disziplin Slalom spezialisiert.

## Biografie
Eliane Christen stammt aus Hospental im Kanton Uri, wo sie mit einer eineinhalb Jahre älteren Schwester aufwuchs. Als Tochter zweier Skilehrer begann sie in der Skiarena Andermatt-Sedrun früh mit dem Skifahren und trat dem Skiclub Gotthard Andermatt bei. Ihre auch aus Andermatt stammende Cousine Aline Danioth ist ebenfalls Skirennfahrerin. Christen studiert Agrarwissenschaften an der ETH Zürich und arbeitet nebenbei auf dem familieneigenen Schafbetrieb.
Nachdem sie bereits auf Schülerebene einige Erfolge hatte feiern können, bestritt Christen im Alter von 16 Jahren auf der Diavolezza ihre ersten FIS-Rennen. Im Januar 2017 gab sie in zwei Slaloms in Melchsee-Frutt ihr Debüt im Europacup und gewann auf Anhieb Punkte. Zwei Monate später kürte sie sich in Thyon zur Schweizer U18-Meisterin im Riesenslalom. Im folgenden Oktober erlitt sie beim Slalomtraining einen Schlüsselbeinbruch, ein gutes Jahr später zog sie sich bei einem FIS-Riesenslalom in Arosa einen Schien- und Wadenbeinbruch zu und musste eine fast zweijährige Rennpause einlegen. Ihr Comeback gab sie im Rahmen der aufgrund der COVID-19-Pandemie verschobenen Schweizer Meisterschaften 2020 auf der Diavolezza, wo sie die Silbermedaille gewann. Nur drei Wochen später verletzte sie sich bei einem Sturz in Adelboden erneut und fiel mit einem Bruch des linken Unterschenkels für den Rest der Saison aus. Auch die Saison 2021/22 musste sie schmerzbedingt vorzeitig beenden. Nach ihrer bereits zehnten Operation nahm sie an der Winter-Universiade 2023 am Whiteface Mountain teil und verpasste als Slalomvierte knapp die Medaillenränge. Danach gewann sie drei nationale Meisterschaftsslaloms in Liechtenstein und Frankreich. Ende 2024 fuhr sie als Sechste im Ahrntal erstmals unter die besten zehn eines Europacup-Slaloms.
Am 21. Dezember 2023 gab Christen im Slalom von Courchevel ihr Weltcup-Debüt. Ein Jahr später fuhr sie bei ihrem dritten Start am Semmering als Zwölfte erstmals in die Weltcup-Punkteränge.

## Erfolge

### Weltcup
- 2 Platzierungen unter den besten 15

### Weitere Erfolge
- 1 Schweizer Vizemeistertitel (Slalom 2020)
- Sieg bei den liechtensteinischen Meisterschaften (Slalom 2023)
- Sieg bei den luxemburgischen Meisterschaften (Slalom 2024)
- Sieg bei den belgischen Meisterschaften (Slalom 2024)
- 5 Siege in FIS-Rennen